# 賈龍崖

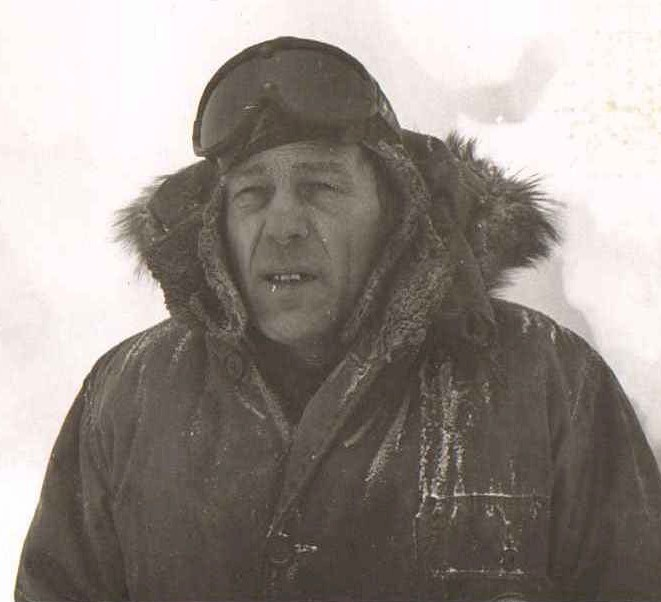

賈龍崖（英語：Jaron Cliffs）是南極洲的山崖，位於瑪麗伯德地，處於塔卡黑火山南部，美國地質調查局根據測量和該國海軍的空中照片繪入地圖，現時由南極條約體系管理。